# Jari Lemke
Jari Lemke (* 10. Februar 1997 in Bremen) ist ein ehemaliger deutscher Handballspieler. Sein Bruder Finn Lemke ist Handball-Profi und spielt bei MT Melsungen.
Jari Lemke spielte auf der linken Position des Rückraums und stand ab 2017 bei dem deutschen Handballbundesligisten TBV Lemgo Lippe unter Vertrag. Bereits seit der B-Jugend spielt Lemke in Lemgo Handball, zuvor war er bei der HSG Schwanewede. Er absolvierte sein Abitur am Lemgoer Marianne-Weber-Gymnasium. Aufgrund mehrerer Kreuzbandrisse beendete er nach der Saison 2020/21 seine Karriere. Lemke blieb anschließend dem TBV Lemgo als Jugendtrainer erhalten. Zur Saison 2024/25 übernahm er den Drittligisten Team Handball Lippe.